# Borderlands 2
Borderlands 2 je akční dynamická střílečka z pohledu první osoby z roku 2012 vyvinutá firmou Gearbox stejně jako první díl. Využívá hodně prvků z RPG. Hráč si může svou postavu vylepšovat podle svého vlastního vkusu a herního stylu. Hra rovněž stejně jako jednička využívá možnost kooperativního multiplayeru, kdy si můžete přizvat kamaráda do své zrovna rozpracované mise a nechat si pomoct například při obtížných bojích. Celá hra se odehrává na fiktivní planetě Pandora jako první díl. Hra si získala svou oblíbenost převážně díky zajímavému grafickému zpracování připomínající komiks a neobvyklému hernímu stylu.

## Hratelnost
Hra se chová převážně jako střílečka, avšak si zde hráč si může vylepšovat postavu podle toho, jaký styl boje mu vyhovuje. Má na výběr ze 4 základních postav Vault hunterů a poté ze dvou DLC stažitelných navíc, s čímž každá má své výhody a dostává bonusy k jinému stylu boje a zároveň má každá z postav svou vlastní speciální schopnost, která má určitou dobu fungování, poté se nějaký čas musí nabíjet. K cestování mezi velkými lokacemi může hráč použít Fast Travel Stations, sérii teleportů mezi kterými se může jakkoliv přemisťovat nebo Catch-a-ride, stanice, kde si hráči generují různé typy vozů.
Jelikož celá hra běží na upraveném Unreal Enginu, ovladatelnost je velice jednoduchá. Planeta Pandora má menší gravitaci než Země, což má za následek delší a vyšší skoky, pomalejší dopad a fakt, že se ani trochu nezraníte, když skočíte z hodně vysokého místa.
Na svému hrdinovi můžete dle svého uvážení vyměnit "hlavu". Což jsou různé čepice, účesy, helmy, vousy, které si během hry otevíráte a dostáváte je jako odměnu za určité úkoly. Další změna vzhledu může být výměna "skinu", což je v podstatě jen jiná barva základního oblečení a vlasů. Skiny rovněž dostáváte za splněné mise, ale mohou také vypadnout z nepřátel. Po dokončení příběhu můžete s danou postavou začít druhý průchod hrou zvaný True Vault Hunter mode, kde se resetují všechny hlavní vedlejší úkoly, ale úroveň a vybavení postavy hráči zůstává. Nepřátelé a nacházené zbraně společně s hráčem zesilují a v obou případech se objevují nové unikáty. To samé lze udělat i po dokončení tohoto průchodu a přejít na takzvaný Ultimate Vault Hunter mode, zde jsou však i obyčejní nepřátelé extrémně silní a během boje mají automatickou regeneraci zdraví, což zapříčiňuje nutnost použití těch nejsilnějších zbraní, které hra nabízí, aby měl hráč vůbec šanci. Kromě "obyčejných" bossů, na které hráč narazí během plnění příběhové linky jak základní hry, tak těch obsažených v DLC, je možno vyzvat i takzvané raid bosse, kteří jsou velice silní a jejich porážka obnáší získání spousty vzácných zbraní a předmětů. Vzhledem k jejich obtížnosti je doporučeno se s nimi utkat v režimu více hráčů.

## Hrdinové
- Axton patří mezi útočná komanda. Podobně jako Roland z prvního dílu je jeho speciální schopností vyhození turretu, který za něj střílí a mate nepřátele. Axton se může mezi tím schovat či se případně věnovat nepřátelům na jiném místě. Střílna funguje několik desítek sekund, poté se je nutno počkat, než se schopnost po čase znovu nabije. Jedná se o charakter vhodný pro začátečníky, jelikož je jeho schopnost jednoduchá na použití a není nutno se specializovat na určitý druh boje.
- Maya je siréna podobně jako Lillith, její schopnost je ale velmi odlišná. Dokáže si nepřítele chytit do Phase locku, jakési bubliny, která mu na pár sekund znemožní pohyb. Po vylepšení tato bublina může na okolní nepřátele stříkat kyselinu či oheň nebo po aktivaci nahromadit všechny nepřátele na jedno místo. Tato schopnost má krátkodobý účinek, nicméně se velice rychle nabíjí. Maya má nižší odolnost, proto se u ní preferuje boj na velkou vzdálenost, případně při boji na střední vzdálenost investovat do vylepšení pohybu a zrychlení, což má za následek to, že bude těžké jí zasáhnout. V coop módu má použitím své schopnosti možnost "oživit" své spoluhráče z mechaniky Fight for your life a zabránit tedy jejich smrti.
- Salvador, neboli gunzerker, je postavou připomínající herní třídu berserkera známou z jiných RPG her. Aktivací své schopnosti umožňuje ovládat dvě zbraně jakéhokoli typu naráz, regeneraci zdraví a nábojů. Vzhledem k některým herním mechanikám se dá označit za nejsilnější charakter, což podporuje fakt, že je s ním oproti ostatním postavám velice jednoduché i o samotě porazit výše zmíněné raid bosse.
- Zer0 je bytostí neznámého původu a o jeho osobě je k dispozici velmi málo informací. Je celý zahalený v obleku, na rukou má pouze čtyři prsty a drtivá většina jeho mluvy je vedena v japonském haiku. Svým stylem boje a používaným mečem může připomínat ninju, nicméně je možné s ním hrát jako sniper, bojovník na blízko či kombinace obojího. Jeho hlavní schopností je vypuštění holografického klonu a vlastního zneviditelnění, což zapříčiní přesun útoku nepřátel právě na jeho hologram. Trvání schopnosti je krátké, avšak za útok způsobený během jejího působení dostává Zer0 značný bonus k udělenému zranění.
- Gaige je mechromancerka. Mladá holka, v podstatě ještě dítě školou povinné, která si staví vlastního robota. Ten se poté velice rychle pohybuje po mapě a útočí za Gaige případně pomůže rozdělení nepřátel na dvě části, s čímž se jedni honí za Gaige a druzí za robotem. Robot se může stát silným spojencem, ale také pomocníkem, který Gaige rychle dobíjí štít. Jedna z jejích nejmocnějších schopností je takzvané hromadění anarchie, což jí umožňuje si za zabíjení nepřátel a správného použití svých zbraní značně zvyšovat udělené zranění, ale snižovat přesnost, což se naštěstí dá vyvážit jinými naučitelnými pasivními schopnostmi. Není součástí základní hry, ale zakoupitelným DLC.
- Krieg je psycho, kteří normálně fungují ve hře jako nepřátelé. Psycho má rozdvojenou osobnost a přestože jeho mysl je inteligentní a čistá jako napadnutý sníh, to, co vylézá z jeho úst, bývají většinou sprostá slova prokládána morbidním povzbuzováním protivníka, aby si sám stáhnul kůži z masa. Jeho hlavní schopností používání jeho rotující sekyrky, zatím co se mu zvýší mnohonásobně síla a za každého zabitého nepřítele si plně doplní zdraví. Tuto sekyrku může i házet či případně s ní pouze velkou rychlostí sekat do nepřátel. Množství jeho skillů je nespočetné a velice variabilní. Mezi jinými funkce jakési autodestrukce, kdy při umírání vybouchne a zapálí okolní nepřátele. Jedná se o jeden z obtížnějších charakterů na hraní, jelikož jeho styl hry je oproti ostatním postavám naprosto atypický. Stejně jako Gaige není obsažen v základní hře a je nutné si jej zakoupit jako DLC.

## Vedlejší postavy
- Roland - jeden z původních Vault hunterů a charismatický velitel Crimson Raiders, hlavního odboje proti tyranské společnosti Hyperion. Je chytrý a statečný, v komunikaci s jinými ale občas komickým způsobem netaktní.
- Lillith - mocná siréna, se kterou jsme se také mohli setkat v prvním díle, přezdívaná Firehawk, aktivní bojovnice za svobodnou Pandoru.
- Mordecai - lovec se sklony k alkoholismu vybavený svou odstřelovací puškou. Jeho nejlepší přítelkyně je pták Bloodwing připomínající kombinaci orlosupa a netopýra, která je pro něj důležitější více, než cokoliv jiného.
- Brick - natvrdlý velitel místních tupých nájezdníků. Také bojuje za svobodou Pandoru a patří mezi původní Vault huntery jako Roland, Lillith a Mordecai.
- Handsome Jack - prezident společnosti Hyperion a oportunistický sociopat s narcistní poruchou osobnosti. Velí celé Pandoře a jako správný černobílý záporák nemá ani kousku dobré vlastnosti. Přes obličej nosí na míru vyrobenou masku a nikdo neví, jak vypadá pod ní. Předpokládá se, že je nějak zohyzděný, což by mohlo mít za následek jeho prohnilou povahu. Jeho skutečnou tvář lze spatřit úplně na konci hry.
- Angel - siréna napojená na počítač, průvodce většinou hry pomáhá odboji zničit Jacka.
- Claptrap - robot ze série CL4P-TP, užvaněný, optimistický a teoreticky nebojácný robůtek, který se při sebemenší akci sesype a schová všechny své končetiny do těla, aby byl v bezpečí.
- Dr. Patricia Tannis - častěji jen Tannis, je bývalá doktorka z výzkumu společnosti Dahl. Pomáhá Crimson Raiders. je velice chytrá, zároveň však paranoidní a nesnáší kontakt s jinými lidmi (při řeči zvrací nebo krvácí z nosu).
- Marcus - místní obchodník se zbraněmi. Nejdůležitější je pro něj zisk, proto prodává zbraně oběma stranám.
- Dr. Zed - nevystudovaný lékař, který prodává po celé Pandoře léčivé injekce a štíty.
- Moxxi - promiskuitní barmanka, která chodila s polovinou Pandory, včetně Mordecaie, Marcuse nebo samotného Handsome Jacka. Má bar v Sanctuary. Před časem vybudovala sérii zabijáckých arén, které během hry nacházíš, kde si můžeš zabojovat a vyhrát praktické zbraně. Pokud jí podplatíš, dá ti kvalitní elementární SMG od společnosti Maliwan, které ti dobíjí zdraví, když střílíš.
- Scooter - syn Moxxi a buranský majitel Catch-a-Ride vlastnící autoopravnu v Sanctuary. V hlavě má naprosté piliny, jen na auta je odborník. Žádná ženská ho nikdy nechce, raději páchají sebevraždy, než aby s ním něco měly.
- Ellie - dcera Moxxi, velice kyprá a otravná autoopravářka, vlastnící svůj nezávislý salon v Dustu.
- Tiny Tina - výstřední třináctiletá holka žijící v jeskyni v Tundra Expres. Její rodiče zemřeli během zvrácených experimentů Hyperionu, jí se podařilo utéct. Je velkou odbornicí na výbušniny. Vděčná Rolandovi stejně jako polovina Pandory za to, že jí zachránil. Má každou botu jinou.
- Sir Hammerlock - hrdý britský gentleman a lovec. Za scou vášeň zaplatil ztrátou pravé ruky a nohy, nyní má robotické protézy.

## Hlavní místa a lokace
- Sanctuary (Azyl) - hlavní enkláva, sídlo Crimson Raiders. Hlavní město odboje proti Hyperionu. Zde je také jedno z míst, kde si hráč může resetovat své dovednostní body případně si změnit vzhled.
- Eridiové doly - místa, kde Handsome Jack těží místní vzácný fialový prvek eridium, kámen, který dává sirénám jejich speciální schopnost. Dá se po celé Pandoře sbírat a pak v Sanctuary u Crazy Earla prodávat na černém trhu a kupovat si za něj různá další vylepšení postav.
- Hyperionská sídla - po celé mapě je jich nespočet a všechna jsou si podobná. V každé jsou různé typy Loaderů - robotů vytvořených společností Hyperion, útočných tupých strojů se sklonem k sebedestrukci, kteří o třech zákonech robotiky ani neslyšeli.
- Nájezdnická sídla - stejně jako hyperionských sídel, je i nájezdnických sídel plno. V každé jsou různé typy nepřátel, jako jsou nomádi obdaření fyzickým štítem, goliášové, kteří po ustřelení helmy útočí i na své spojence, vymutovaní krysolidé, psycha, skrčci či sebevražední nájezdníci. I tito nepřátelé jsou naprosto tupí a neschopní jakékoliv řízenosti jejich útoků.
- Divočina - příroda Pandory je obývaná tamními zvířaty, která jsou zvyklá útočit na každého, kdo vstoupí do jejich teritoria. Nejčastějším nepřítelem je zde Skag - agresivní predátor nejvíce připomínající psy, Bullymong - gorilo-medvěd s šesti končetinami, Stalker - ještěr vypadající trochu jako malý drak, jeho nejotravnější vlastnost je občasná neviditelnost a silný štít, proto se mu také přezdívá Invisible Asshole, Rakk - malý drakonetopýr, ze kterého se vaří nekvalitní halucinogenní pivo, Thresher - červorybochobotnice, zalezlá v dírách v zemi, která nepřátele stahuje k sobě.

## Děj
Po otevření vaultu v prvním díle převzal Pandoru tyran Handsome Jack, který posledních 5 let ovládá celou zemi. Jeho cílem je za pomocí Klíče vaultu probudit bájného Válečníka. K tomu využívá svou dceru Angel, sirénu, která je vězněná a pumpována eridiem, aby se znásobila její síla. Na Pandoru proto přijíždí čtyři noví Vault hunteři, kteří mají za úkol Jacka zabít, při útoku na něj, ale přežije jen jeden, hlavní postava hry dle hráčova výběhu. Tohoto hrdinu nalezne Claptrap, který jej za pomoci Angel, která se na velkou vzdálenost umí datově nabourat do jakéhokoliv systému, dovede do Sanctuary.
Z města mezitím unese Rolanda Firehawk. Při pátrání po ní, hrdina zjistí, že se jedná o dalšího bývalého Vault huntera Lillith, která se snaží nalézt Rolanda stejně jako on. Společnými silami vypátrají, že jej unesli nájezdníci, aby ho prodali Hyperionu. Mezitím Hyperion odmítne s nájezdníky o Rolanda vyjednávat a jednoduše nájezdnickou základnu napadnou a znovu Rolanda unesou do svého sídla, odkud ho hlavní hrdina musí zachránit.
Roland společně s Lillith hledají Jackem ukradený Klíč vaultu, aby ho navrátili zpět na původní místo a porazili Handsome Jacka a proto hrdinu příběhu vyšlou do Tundra Expressu najít dalšího původního Vault huntera Mordecaie a Tiny Tinu. S jejich pomocí přepade hrdina vlak, kde se má být ukrytý Klíč. Místo toho však najde nové ochranné jádro, které by mohlo vylepšit ochranu Sanctuary proti velkým útokům. Při jeho aktivaci se ale dostane do systému Angel, která musí na Jackův příkaz ochranu Sanctuary úplně vypnout a zaútočit na město. Sanctuary je proto nuceno využít svou poslední ochranu a to vzlétnout do vzduchu, aby se útokům ubránilo. Během tohoto útoku je hrdina omylem Lillith přenesen úplně do jiné lokace a proto musí najít Fast Travel Station, kterým se znova dostane do Sanctuary. Od této chvíle se nejde do města dostat jinak než teleportem.
Město opět zkontaktuje Angel, která snaží odčinit Jackovy příkazy, které musí poslouchat a sdělí Rolandovi, že Klíč je s ní zavřený v obřím Bunkru napájen její silou a pokud se chtějí k ní dostat, musí si sehnat jednoho z Jackových dvojníků a modulátor Jackova hlasu, který Bunkr otevře. Proto se hrdina vydává do Oportunity, kde za Angeliny pomoci dočasně začne mluvit jako Handsome Jack.
Dalším krokem je otevření dveří, které k Bunkru vedou a ty jdou otevřít pouze zevnitř hyperionským robotem. To by mohl obstarat Claptrap, ten bohužel potřebuje vylepšení, které má u sebe Mordecai. Tomu bohužel byla Handsome Jackem unesena Bloodwing do Hyperionské rezervace, kde se dělají na zvířatech eridiové pokusy a hrdina jí první musí zachránit. Během toho zjistí, že eridium udělalo z Bloodwing desetkrát větší vraždící stvůru, která si přestává uvědomovat rozdíl mezi přáteli a nepřáteli a Mordecai hrdinu prosí, aby jí nezabíjel, pouze jí uspal. Během toho si ale Jack uvědomí nepovedený pokus mutace a Bloodwing nechá zabít.
Nicméně hrdina získá vylepšení pro Claptrapa a chybí poslední krok k napadení Bunkru a to je získání pomoci od místního velitele nájezdníků Bricka, jehož vrtulníky by se mohly při boji hodit. Poté, co hrdina zabije polovinu jeho tupých mužů, si získá Brickův respekt, ten už ho neoslovuje jinak než Slab (Sekáč) a rozhodne se pomoct při útoku na Bunkr.
Poté, co se hrdina do Bunkru dostane, poprosí ho Angel o to, aby za odměnu, že mu pomáhala, jí zabil, aby se konečně dostala z moci Handsome Jacka. Poté, co s klidem v srdci svobodná zemře, se zjeví Jack, který zabije Rolanda a protože stále potřebuje sirénu na probuzení válečníka a Angel je mrtvá, tak unese Lillith a začne jí věznit stejně jako předtím Angel.
Hrdina se poté nabourá do Hyperionské databanky, ze které zjistí, že je všechno eridium posíláno Hrdinského průsmyku. Na tom místě se tedy musí nacházet spící Válečník.
Hlavní postava se tam tedy vydá a následuje závěrečný boj s Jackem a poté s Válečníkem. Po jeho poražení může hrdina konečně zabít Handsome Jacka. Pokud se rozhodne že Jacka nezabije udělá to za hráče Lilith.
Na hru navazuje několik datadisků, které se dějově odehrávají po poražení Handsome Jacka.

## Easter Eggy
Ve hře se objevuje mnoho Easter Eggů. Některé jsou pouze drobnosti, které mají pobavit, jiné vám mohou přinést nový skin do hry nebo i hlavu. Toto jsou některé z nich.
- Pán Prstenů - Jakmile vstoupíte poprvé do lokace s názvem Eridium Blight (Eridiová zhouba), vrátíte se do Claptrapovy skrýše, z krbu vezmete Prsten. Ten poté musíte pěšky donést až do Eridium Blight, nesmíte použít Fast travel station ani Catch-a-ride. V Eridium Blight projdete na SZ až do nitra sopky, kde je nájezdník, který má symbolizovat Gluma. Poté, co vás zraní, vám ukradne Prsten a spáchá sebevraždu skokem do sopky. Načež přiletí tři obří rakkové, kteří vám hodí na hlavu bedny s odměnou. Gluma můžete zabít i tak, vždy vám z něj vypadne hlava a někdy i nový skin.
- Double rainbow - V Highlands (Vysočina) se můžete podívat na dvojitou duhu a poslechnout si srdceryvný komentář Handsome Jacka na tento přírodní úkaz. Stačí, když půjdete do Hyperionského sídla s kánonem. Těsně před dělem se vydáte doleva a skočíte k malému stanu. Tam se na obzoru objeví dvojitá duha za Jackova povzbuzování. Celá tato scéna je parodií na známé virální video, ve kterém se nějaký muž ztrapňuje rozplýváním se nad dvojitou duhou. Stejnému videu s dvojitou duhou se jednou věnoval i komediální pořad Kids react to.
- Roland’s facebook - během zadání mise, kdy jdete zachránit Bloodwing se můžete v Crimson raiders v Sanctuary podívat na obrazovky u stropu, které vždycky promítají záběry z kamer ve městě. Tentokráte se však bude místo nudných záběrů na prázdnou ulici ukázán Rolandův facebook se zprávami od Lillith a dalšími vault huntery, které má Roland v přátelích.
- Krásná kočka s errorovou hláškou - během této stejné mise se můžete taky pokochat obrazovkami na druhé straně místnosti. Tam bude "sexy" kočka v plavkách a u ní errorová hláška o nefunkčních kamerách.
- Se7en - V Dustu si můžete přehrát svou oblíbenou scénu z filmu Se7en s názvem What's in the box?!!!. Stačí zamířit do sídla nájezdnických poletuch po skočení autem přes kamenný hopík se vydáte vpravo až na okraj útesu a pod sebou uvidíte malou chaloupku, tam se sami můžete přesvědčit, co bude nebo nebude v krabici.
- Sněhurka a sedm trpaslíků - Během hry vás Scooter poprosí, abyste mu přivedli zpátky jeho holku Laney, která žije jako kanibal s krysami. Poté, co jí nalákáte na květiny a pizzu vyleze Laney, aby vás zabila a s ní 7 malých krysích liliputů se kterými sdílí domácnost.
- Želví nindža - v Bloodshot stronghold (Pevnost Krvounů) můžete nalákat na pizzu 4 krysy: Dona, Mikyho, Rapha a Lea.
- Minecraft - v Caustic caverns (Leptavé jeskyně) půjdete až k místu, odkud začínáte s misí, ve které tlačíte důlní vozík. Tam se podíváte na vozík, celé Caustic caverns za sebou a půjdete doprava, již od pohledu tam vypadají kameny podivně hranatě. Poté, co je přelezete, uvidíte vstup do jeskyně v klasicky minecraftovém stylu. Tam vymlátíte ručně kameny a dostanete se do jeskyně. Po zabití minecraftových nepřátel dostanete krásnou hranatou hlavu a kostkovaný skin.

## Dabing
- Dameon Clarke - Handsome Jack
- Jennifer Green - Angel
- Marcus Lloyd - Roland
- Colleen Clinkenbeard - Lillith
- Jason Liebrecht - Mordecai
- Marcus Mauldin - Brick
- David Eddings - Claptrap
- Michaael Turner - Zero
- John Swasey - Salvador
- Robert McCollum - Axton
- Martha Harms - Maya